# جزيرة جانا
جزيرة جانا هي جزيرة عائمة فوق المياه الإقليمية قبالة المملكة العربية السعودية على ساحل الخليج العربي , وتتميز الجزيرة بشكلها البيضاوي إذ يبلغ طولها 1050 متر وعرضها نحو 300 متر، وتقع الجزيرة ما بين جزيرتي جريد وكاران إحدى جزر المحميات الطبيعية الخمس التابعة للمملكة بالإضافة لجزيرة كرين وجزيرة حرقوص والتي تضم أهم التجمعات الأحيائية الطبيعية في الخليج العربي , تبتعد الجزيرة عن شمال شرق مدينة الجبيل 45 كيلومتر.

## نشأت الجزيرة
زار الجزيرة وفد من شركة أرامكو السعودية في عام 1977 لإجراء دراسات علمية عليها ومن هذه الدراسات كيفية نشأت الجزيرة، ثم اهتمت الهيئة السعودية للحياة الفطرية بتنمية ثروتها البيئية وفتحت المجال أمام الباحثين من مختلف الجامعات السعودية لإجراء بحوثهم عليها، وتعددت آراء علماء الجيولوجيا حول أسباب تكون الجزيرة وظهورها على سطح الخليج العربي إذ أرجع الكثير منهم السبب لتحركات القشرة الأرضية أو اندفاع القباب الملحية من الطبقة السفلى لقشرة الكرة الأرضية لتظهر على السطح، بالإضافة إلى ما قاله رئيس مركز الجيولوجيا البحرية في هيئة المساحة الجيولوجية السعودية عبد الناصر قطب من أن تكون الجزيرة يعود لهبوط سطح الأرض المؤدي لانفصالها عن الساحل، أو بسبب التكوينات المرجانية التي نمت فوق الجروف الضحلة قليلة العمق في نطاق الجرف القاري، والإرسابات النهرية والتيارات البحرية.

## أهمية الجزيرة
يكمن أهميت الجزيرة في التنوع الأحيائي والذي جعل الكثير من الكائنات الحية تقصدها في مواسم معينة من السنة كجزيرة إذ ترتادها مئات السلاحف البحرية وطيور الخرشنة التي تهاجر في أسراب متعددة من نصف الكرة الأرضية الشمالي لتتخذ من جزيرة جانا ملاذا للغذاء وتكاثر أكثر من 20 ألف طائر منها، بالإضافة للدلافين وسمك القرش الذان يعيشان على سواحل الجزيرة .

### الدلافين
وعلى سواحل الجزيرة تنتشر الدلافين وهي عبارة عن ستة أنواع تعيش في مياه الخليج العربي وهي الدلفين بدون الزعنفة والدلفين ذو البوز القاروري والدلفين الشائع والدلفين الأحدب والدلفين الغزال والدلفين بلمبس، ووجد الباحثون على سواحل الجزيرة 53 دلفينا من نوع الشائع وسبعة دلافين من ذي البوز القاروري بين مدينتي الخبر وسلوى .

### طيور الخرشنة
وتحوي الجزيرة أسراب من طيور الخرشنة التي تتخذ مسارا ثابتا ومحددا في حركتها بمساعدة أرجلها القصيرة وذيلها الشبيه بالشوكة، وهي في الأساس من الطيور التي تعيش في القطب الشمالي للكرة الأرضية وتعبر الخليج العربي في رحلتها للجنوب والتي تستمر ثلاثة أشهر، ولطيور الخرشنة أربعة أنواع تعبر الجزيرة وهي الخطافية والمتوجة الصغيرة والمقنعة وبيضاء الخد، وتحل هذه الطيور في جزيرة جانا لتتكاثر فيها ومن ثم تغادرها بعد أن تخرج فروخها من البيض خلال 28 يوم، ومن ثم تستطيع الطيران مع بقية الأسراب في غضون ثلاثة أشهر، ولطيور الخرشنة أسلوب في العيش يتمثل في رفضها لوجود أي طائر آخر على جزيرة جانا طيلة فترة مكوثها عليها، حيث يحرس أربعة منها جميع اتجاهات الجزيرة مصدرين نداءات إغاثة حينما تحاول إحدى الطيور الدخول للجزيرة مثل طائر الغاق السوقطري الذي يقيم بطبيعته بجزيرتي الزخنونية والحويصات المجاورتين لجزيرة جانا ولكنه يتردد على جانا في كثير من الأحيان .

### السلاحف
وتشتهر جزيرة جانا بتواجد إناث السلاحف الخضراء والسلاحف صقرية المنقار التي تزحف على رمالها قادمة من الخليج العربي لوضع بيضها خلال موسم تكاثرها في الشهور الخامس والسادس والسابع الميلادي، بينما يبقى ذكر السلحفاة في مياه الخليج طيلة حياته ولا يخرج منه متميزا عن الأنثى بصغر حجمه وذيله الطويل، ويوجد قرابة 140 سلحفاة من نوع صقرية المنقار تزور جزيرة جانا خلال موسم التكاثر من ثلاث إلى سبع مرات تبيض في كل مرة نحو 95 بيضة .

### سمك القرش
وبالقرب من مياه جزيرة جانا يتواجد سمك قرش الحوت أحد أكبر أنواع أسماك القرش في العالم، إذ يفضل الاقتراب من الجزيرة خلال موسم التكاثر السنوي، والقرش الحوتي من أسماك القرش المسالمة للإنسان ويبلغ طوله من سته إلى سبعة أمتار، ويتغذى على العوالق الحيوانية عبر فمه المستعرض الموجود في مقدمة رأسه إذ يفتح فمه عديم الأسنان ثم يرشح العوالق من الماء .

## جيولوجيا الجزيرة
تتمتع جزيرة جانا بتنوع بيئي إذ تملك رمال مرجانية تعد من أنقى رمال جزر الخليج العربي , وتتميز بالصخور الكلسية الرملية المائلة للسواد بسبب طحالب البحر، ويغطي وسطها مساحة خضراء من نبات ملحي , ولهوائها نسمة نقية ينتابه في معظم الأحيان رطوبة ساخنة تخففها برودة مياهها الخالية من الملوثات الصناعية، وتحيط بالجزيرة شعب مرجانية زاهية الألوان .